# 恩代雷島

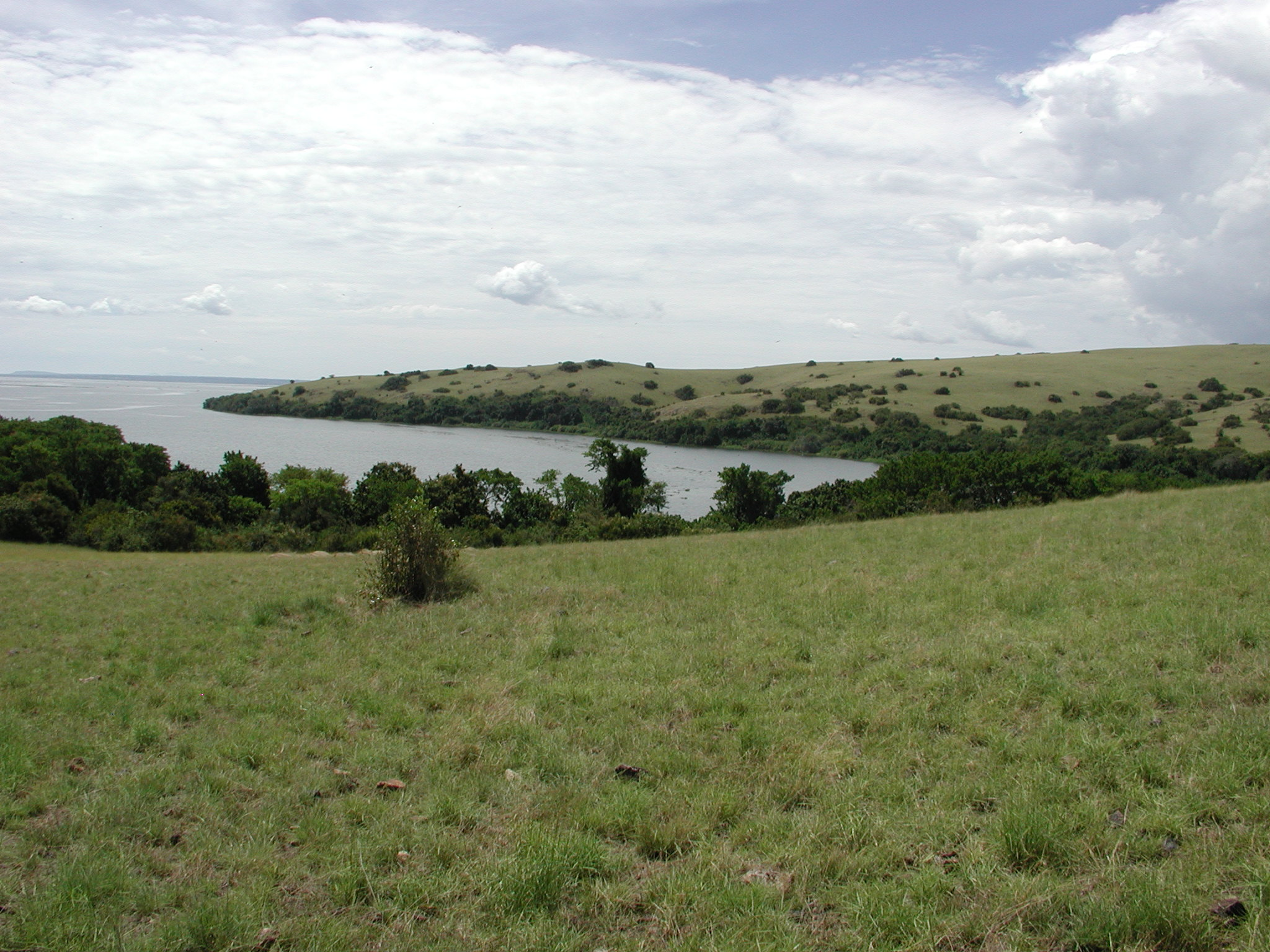

恩代雷島（Ndere Island）是東非國家肯雅的島嶼，位於該國西部維多利亞湖東北部，面積4.2平方公里，自1986年11月成為自然保護區，野生動物包括非洲魚鷹、雨燕、河馬、尼羅鱷和高角羚。

## 外部連結
- Kenya Wildlife Service: Ndere Island National Park

0°13′S 34°30′E / 0.217°S 34.500°E